# Glaucina biartata
Glaucina biartata är en fjärilsart som beskrevs av Frederick H. Rindge 1959. Glaucina biartata ingår i släktet Glaucina och familjen mätare. Inga underarter finns listade i Catalogue of Life.